# Пуруша
Пуруша (д.-інд. पुरुष, puruṣa IAST, «людина, чоловік, дух») — згідно індуїстської міфології, істота, з тіла якого був створений Всесвіт.

## Значення в різних течіях ведичної філософії
У Рігведі жертвопринесенню Пуруші присвячений окремий гімн — Пуруша-сукта.
В індійській філософії термін «пуруша» означає «божественний дух», макрокосм.
У філософії Самкх'я пуруша — множинне нерухоме чоловіче (духовне) космічне начало, «чиста свідомість», що споглядає динамічне жіноче начало — пракріті (матерія). Пуруша є вічним, його основна властивість — відсутність властивостей (ніргуна). Однак Пуруша, що споглядає пракріті, схильний помилково ідентифікувати себе з нею і з гунами.
У первинному вченні присутня теза про множинність Пуруші (пуруша-бахутвам), тоді як у пізніших трактатах проголошувався вже принцип єдиного пуруші, що наділяється якостями, близькими до атрибутів атмана в Упанішадах.
Згідно з Ішваракрішною (автора ранньої, класичної санкх'ї), з'єднання Пуруші і Пракріті відбувається для того, щоб Пуруша побачив Пракріті, подібно до того, як об'єднуються кульгавий зі сліпим. Разом з тим з'єднання Пуруші й Пракріті означає втручання першого в матеріальні процеси, в яких реалізується закладена в природі здатність до саморозвитку. Пуруша лише пасивний споглядач дій Пракріті, його основна якість — аудасінья (байдужість).
Автори трактатів пізньої санкх'ї відійшли від атеїстичних положень і писали, що Бог (Пуруша) є головним принципом світотворення. Подібно магніт у, зухвалому руху заліза, він зсередини направляє всі процеси, що здійснюються Пракріті (трактування Віджнянабхікшу).
В Аюрведі під Пурушою мається на увазі комплекс психічних особливостей індивіда, які прив'язані «мотузками» гун до Пракріті. Мета лікаря-аюрведиста, таким чином: звільнення Пуруші від впливу гун і відділення його від гун і Пракріті.

## Аналогічні поняття в інших вченнях
- Їнь і ян — найважливіші поняття старокитайської філософії. Ян — світле, чоловіче, зовнішнє, небесне, добре; їнь — темне, жіноче, внутрішнє, земне, зле.
- Аніма та анімус — терміни, введені в психологію Юнгом для позначення жіночого і чоловічого елементів у психіці.
- Ор і клі (світло і посудина) в кабалі — дві сторони однієї дії, корінь якого — взаємодія Творця і творіння.